# Enku

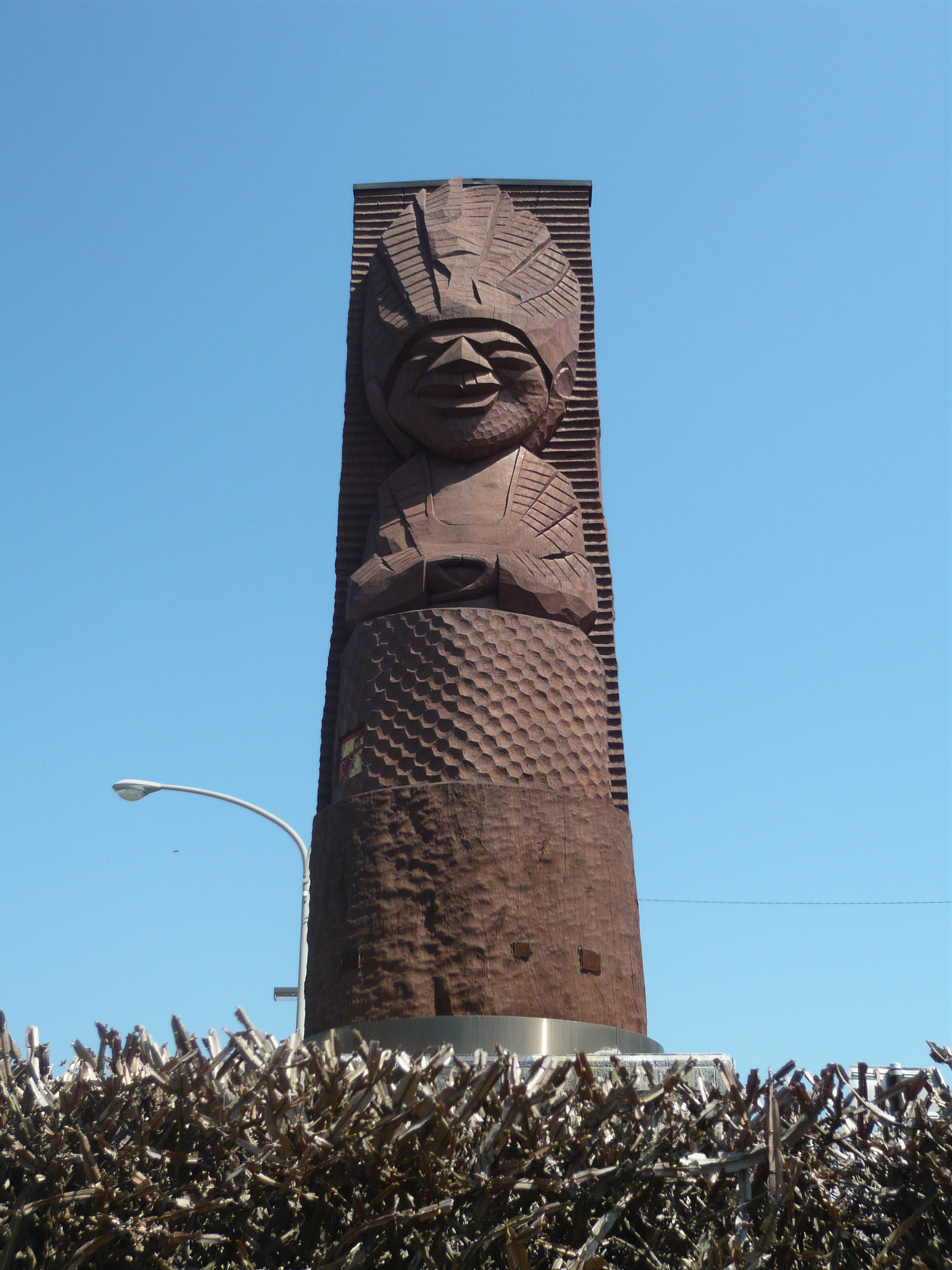
Talla en madera de Enku

Enkū, en japonés 円空, (1632–1695) fue un monje budista y escultor japonés del período Edo. 

## Vida y obras
Nacido en la provincia de Mino (actual prefectura de Gifu), vagó por todo el Japón ayudando a los pobres a lo largo de su camino. Durante sus viajes, talló en madera cerca de 120.000 estatuas de Buda . Muchas estatuas fueron talladas toscamente en los troncos de árboles o fragmentos de madera a golpe de hacha. Entregó algunas de estas estatuas para consolar a los que habían perdido un familiar, y para guiar a los muertos en su viaje al más allá. Cientos de estatuas de madera se distribuyen por todas partes de Japón, sobre todo en las antigua provincia de Hida y en la actual prefectura de Gifu.

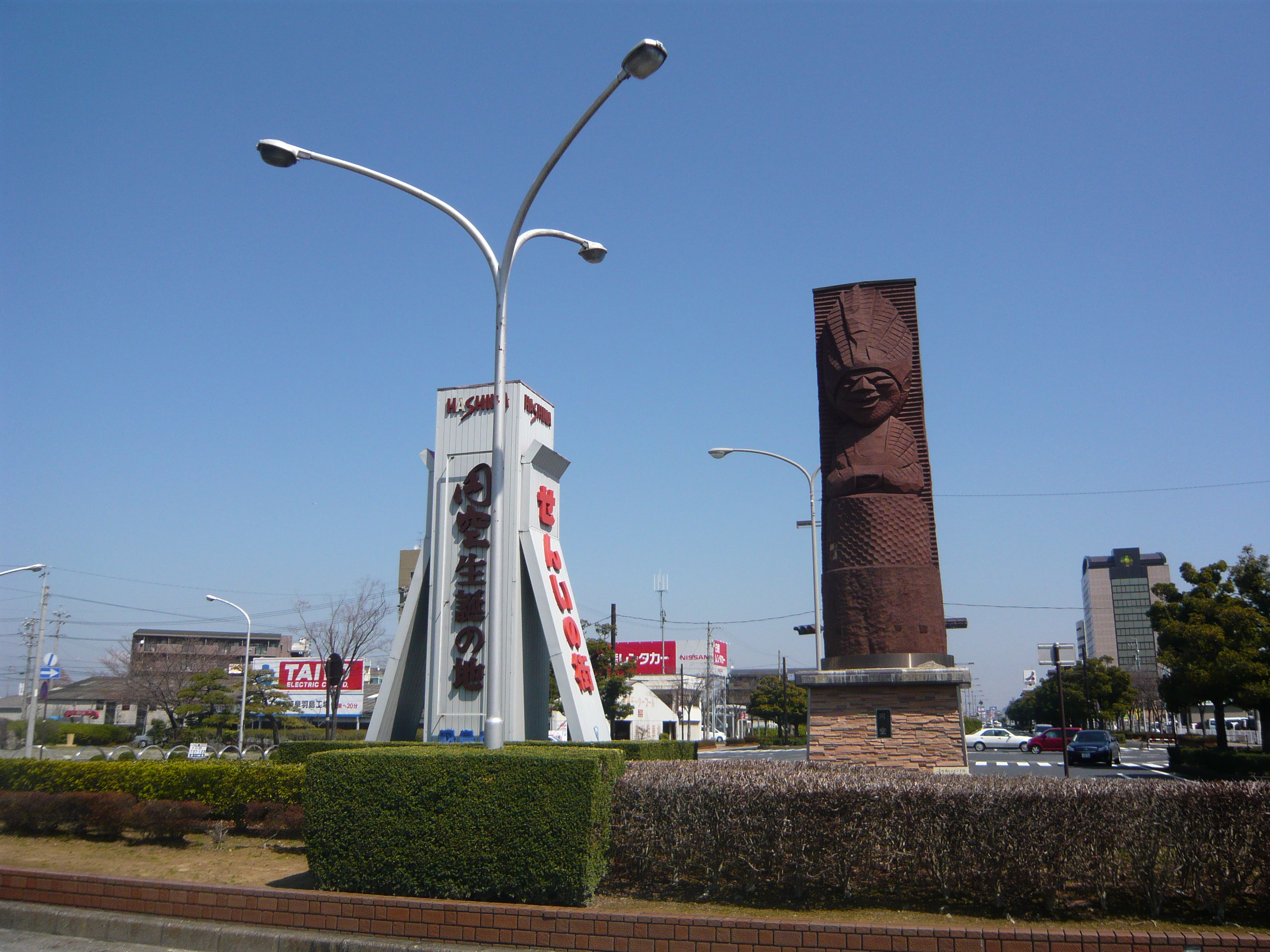
Vista del entorno de la escultura en el Estación de Gifu Hashima

(pinchar sobre la imagen para agrandar) 